# Żydomla (gmina)
Żydomla – dawna gmina wiejska istniejąca do 1939 roku w województwie białostockim w Polsce (obecnie na Białorusi). Siedzibą gminy była Żydomla.

## Historia
W okresie międzywojennym gmina Żydomla należała do powiatu grodzieńskiego w woj. białostockim II RP. Według spisu powszechnego z 1921 roku, gminę zamieszkiwało 4367 osób, w tym 2812 (64%) Białorusinów, 1549 (35%) Polaków i 6 Żydów.
16 października 1933 gminę Żydomla podzielono na 25 gromad: Budowla, Bylczyce, Cydziki, Jurewicze, Komotowo, Kurpiki, Masztalery, Migowo, Nowosiółki, Obuchowicze, Obuchowo, Ogrodniki, Pławy, Pużycze, Rokicie, Sawolówka, Sieluki, Strupin, Tołoczki, Zagorce, Zakrzewszczyzna, Zapole, Zawadzicze, Żuki i Żydomla.
W wyniku napaści ZSRR na Polskę we wrześniu 1939 r. gmina znalazła się pod okupacją sowiecką. W pierwszych dniach po wkroczeniu wojsk sowieckich na terytorium Polski, na terenie gminy miało miejsce szczególne nasilenie mordów i grabieży. Ich ofiarami padali zamożniejsi mieszkańcy, urzędnicy, policjanci i żołnierze Wojska Polskiego (zazwyczaj Polacy), sprawcami natomiast były zbrojne grupy skomunizowanych chłopów i kryminalistów, działające z inspiracji ZSRR (zazwyczaj Białorusini i Żydzi). 22 września białoruscy wieśniacy zamordowali co najmniej kilkunastu polskich osadników wojskowych z osady Lerypol, a 21 i 23 września białoruscy komuniści ze wsi Obuchowo zamordowali 10 Polaków, m.in. z osady Budowla.
2 listopada został włączony do Białoruskiej SRR. 4 grudnia 1939 r. włączony do nowo utworzonego obwodu białostockiego. Od czerwca 1941 roku pod okupacją niemiecką. 22 lipca 1941 r. włączony w skład okręgu białostockiego III Rzeszy. W 1944 roku ponownie zajęty przez wojska sowieckie i włączony do obwodu grodzieńskiego Białoruskiej SRR.

## Demografia
Według tezy Alfonsa Krysińskiego i Wiktora Ormickiego, terytorium gminy wchodziło w skład tzw. zwartego obszaru białorusko-polskiego, to znaczy prawosławna ludność białoruska zamieszkiwała jedynie tereny wiejskie, zaś w większych miejscowościach dominowali Polacy.